# ناحیه کاناهان، شهرستان ویل، ایلینوی
ناحیه کاناهان (انگلیسی: Channahon Township) در شهرستان ویل واقع در ایالت ایلینوی قرار دارد. مطابق با سرشماری سال ۲۰۲۰ جمعیت این ناحیه ۱۰٬۵۱۹ نفر بوده و دربرگیرندهٔ ۳٬۷۲۰ واحد مسکونی بوده است.

## جغرافیا
مطابق با نتایج سرشماری سال ۲۰۲۰، این ناحیه دارای مساحت ۹۱٫۹۳ کیلومتر مربع (۳۵٫۴۹ مایل مربع) بوده که ۸۶٫۰۵ کیلومتر مربع (۳۳٫۲۳ مایل مربع) (یا ۹۳٫۶۱٪) آن خشکی، و ۵٫۸۷ کیلومتر مربع (۲٫۲۷ مایل مربع) (یا ۶٫۳۹٪) آن آب بوده است.